# الرق في مستعمرات إسبانيا في العالم الجديد
الرق في مستعمرات إسبانيا في العالم الجديد، نظام اجتماعي وُجِد عبر أرجاء الإمبراطورية الإسبانية. في الأراضي الأمريكية، طُبّق نظام الاستعباد هذا بحقّ السكان الأصليين وفيما بعد على الأفراد من ذوي الأصول الأفريقية.
ألغى النظام الملكي الإسباني استرقاق الأمريكيين الأصليين بشكلٍ متدرّج في السنوات الأولى للإمبراطورية ابتداءً بقانون بورغوز للعام  1512 حتّى طُبّق بشكل كامل في القوانين الجديدة في العام 1543. أدّت القوانين الجديدة إلى إلغاء نظام إنكوميندا، الذي منح الأفراد الإسبانيين وسلالتهم الميستيثو حقّ استعباد الأمريكيين الأصليين. نتج عن تطبيق القوانين الجديدة وتحرير الألوف من الأمريكيين الأصليين الذين كانوا مستعبدين عددٌ من حركات التمرّد والمؤامرات التي نظمها المستفيدون السابقون من نظام إنكوميندا، والتي أخمدها جميعًا النظام الملكي الإسباني. شملت القوانين الجديدة الأفراد الآسيويين في مستعمرة المكسيك وطُبّقت بحقّهم نفس الإجراءات المطبّقة على الأمريكيين الأصليين، إذ جرّم القانون استعبادهم.
كان لدى إسبانيا مثالٌ سابقٌ لتطبيق العبودية كنظام اجتماعي، فقد وُجد في إسبانيا نفسها منذ حقبة الإمبراطورية الرومانية. كما وجدت العبودية بين شعوب وسط أمريكا وأمريكا الجنوبية. حاول التاج الإسباني تقليص إجراءات استرقاق السكان الأصليين، رافضاً العبودية بسبب العِرق. اعتبر المستعمرون الإسبانيون إجبار السكان الأصليين على أعمال السُخرة نوعًا من التقدير المُستحقّ والمكافأة لهم على المشاركة في الغزو. منح التاج الإسباني بعض المشتركين في عمليات الغزو ميّزات نظام إنكوميندا. بشكلٍ رسمي، لم يكن السكان الأصليون الخاضعون لنظام إنكوميندا عبيدًا، ولكن كانت أعمالهم قسرية ومفروضة. مع تناقص عدد السكان الأصليين في الكاريبي، حيث أسس الإسبانيون مستعمراتٍ دائمة منذ العام 1493، غزا الإسبانيون جزرًا أخرى بالإضافة إلى البرّ الرئيسي للقبض على سكان أصليين ونقلهم إلى جزيرة هيسبانيولا كعبيد.
مع تزايد نسبة زراعة السكّر كمنتج للتصدير، لجأ الإسبانيون إلى استغلال خدمات الأفريقيين المُستعبدين للعمل في المزارع التجارية. لم تقتصر أشكال الاستعباد على عبودية المزارع في أمريكا المستعمرة إسبانياً، بل كانت إحدى مظاهرها التي امتدت لتشمل العبودية الحضريّة في المنازل، والمؤسسات الدينية، وورشات غزل النسيج، وغيرها من الأماكن الأخرى. اختلف الاستعباد الإسباني في الأمريكتين بشكل كبير عمّا كان عليه الحال في المستعمرات الأوروبية الأخرى، في كوّنه تميّز بموقفٍ مبكّر يميل لإلغاء العبودية بحقّ الأمريكيين الأصليين. رغم أن إسبانيا لم تشترك في تجارة العبيد الأفارقة عبر الأطلسي، فقد بِيع العبيد السود في جميع أرجاء الإمبراطورية الإسبانية، وخصوصًا في مناطق جزر الكاريبي. ساعدت عملية الاسترقاق وبيع العبيد هذه في نقل ثروات قارة أمريكا إلى أوروبا ورسّخت الطبقيّة العِرقية في كافة أنحاء الإمبراطورية. حاز المستعبِدون الإسبان على الثروة وميّزات موقعهم الاجتماعي الذي اكتسبوه من عمل المناجم على حساب العمال المعتقلين، والذين اعتبروهم كائنات أحطّ شأنًا ومحدودة القدرات، ولذلك تعاملوا معهم على أنهم ممتلكات شخصية وحجزوا حريّتهم في ظروفٍ قاسية. يُذكر أنه للاستعمار الإسباني سجلّ شنيعٌ في العبودية. كان الأسينتو عقدًا رسمياً للإتجار بالعبيد في أرجاء الإمبراطورية الإسبانية الشاسعة، وكان المحرك الأساسي لتجارة العبيد عبر الأطلسي. في البداية، عندما استعبدت إسبانيا الأمريكيين الأصليين في جزيرة هيسبانيولا، واستبدلتهم بعد ذلك بالعبيد الأفارقة، كانت قد رسخت مبادئ عمل السُخرة كأساس للإنتاج الشامل في الحقبة الاستعمارية. تبعًا لذلك، في أواسط القرن التاسع عشر وفي الوقت الذي حدّثت فيه معظم دول الأمريكتين قوانينها لإلغاء عبودية التملّك، حافظت كلّ من جزيرتي كوبا وبورتوريكو -وقد كانتا آخر مستعمرات إسبانيا المتبقية في أمريكا- على قوانين العبودية لفترة أطول.
تحدت الشعوب المستعبدة حالة الاسترقاق بأساليبَ تراوحت من إدماج عناصر غير أوروبية في الديانة المسيحية (التوفيق الديني) إلى تأسيس مجتمعات بديلة خارج نظام المزارع (كشعب المارون). أشعل المستعبدون الأفارقة أول انتفاضة مفتوحة لهم في المزارع الإسبانية في العام 1521. كما أظهر بعض رجال الدين والقانون الإسبان المقاومة لفكرة استعباد السكان الأصليين. لم تكد تمضي 19 عامًا على التواصل الأولي بين الإسبان والسكان الأصليين، حتى أُلقي في جزيرة هيسبانيولا أول خطاب تاريخي في الأمريكتين بخصوص عالمية حقوق الإنسان ولمعارضة انتهاكات العبودية. نتج عن مقاومة استرقاق الأمريكيين الهنود في المستعمرات الإسبانية أول النقاشات المعاصرة بخصوص الأعراق وشرعية العبودية. وفي بداية الحقبة الاستعمارية طبّقت بشكلٍ فريد القوانين الجديدة للعام 1542 في مستعمرات إسبانيا في أمريكا لحماية السكان الأصليين من الاسترقاق.
ولتعقيد الأمور أكثر فأكثر، فقد أدّى كلّ مِن سيطرة إسبانيا العشوائية على الأراضي الأمريكية واقتصادها المتقلّب دورًا مهماً في عرقلة الانتشار المنهجي والواسع للمزارع المشابهة لتلك الفرنسية في سان دومينغ أو البريطانية في جامايكا. إجمالاً، يمكن القول إن النضال ضد العبودية في المستعمرات الإسبانية بأمريكا قد ترك بصمةً واضحةً في حركة المعارضة التي هيّأت المشهد للنقاشات المعاصرة المتعلقة بحقوق الإنسان.

## حظر عمل السُخرة بحقّ السكان الأصليين
قبل الاستعمار الإسباني للأمريكتين، كانت العبودية ممارسةً شائعةً لدى الشعوب الأصلية في العصر ما قبل الكولومبي، وخصوصًا لدى الآزتك. أدى الغزو والاستعمار الإسباني للعالم الجديد تحت إشراف كولومبوس في رحلاته البحرية الأربع إلى عملية إخضاعٍ واسعة النطاق للشعوب الأصلية، وبشكلٍ رئيسي شعوب الكاريبي الأصلية. في البداية، مثّل العمل بالسُخرة وسيلةً استغلها المستعمرون لحشد عمل السكان الأصليين، وترك آثارًا كارثيةً على عدد السكان. خلافًا لسياسة التاج البرتغالي الداعمة لتجارة العبيد في أفريقيا، عارض الملوك الإسبان الكاثوليكيون من منطلقات دينية استرقاق الشعوب الأصلية في البلدان التي غزوها حديثًا. عندما عاد كولومبوس بعددٍ من العبيد من السكان الأصليين، أمر القصر بإعادة مَن نجا من العبيد إلى أوطانهم. في العام 1512، بعد ضغط من الرهبان الدومينكان، صدرت قوانين بورغوز لحماية حقوق وحرية السكان الأصليين للعالم الجديد. طال الإلغاء أيضًا الشكل الآخر من العمل القسري المفروض في المستعمرات الإسبانية المسمّى نظام إنكوميندا. وهو الأمر الذي أغضب طبقة المستعمرين الإسبان الذين شاركوا بعملية الغزو والذين كان يتوقعون أن يحظوا بمميزات نظام الاسترقاق هذا مدى الحياة. استُبدل نظام إنكوميندا بنظام ريبارتيمينتو (التوزيع).بعد إقرار القوانين الجديدة للعام 1543، والتي تُعرف أيضاً باسم القوانين الجديدة للإنديز للمعاملة الحسنة والحفاظ على الهنود، حجّم الإسبانيون بشكلٍ كبير نظام إنكوميندا للسخرة، وألغوا بشكل رسمي استرقاق الشعوب الأصلية. على أي حال، استمرّ استرقاق السكان الأصليين مِمّن يشتركون بالتمرد ضد الإسبان. وهكذا بعد حرب ميكستون (1540-1542) في شمال غرب المكسيك، ألقي القبض على العديد من المستعبدين من السكان الأصليين ونُقلوا إلى أماكن مختلفة من المكسيك.
حظرت اللوائح التشريعية للعام 1573، ضمن «الأنظمة المتعلقة بالاكتشافات» حظرت العمليات غير المرخص بها ضد الشعوب الهندية المستقلة. واستلزمت تنصيب مندوب كنَسيّ عمِل كحامٍ للهنود ومثّلهم في المنازعات الرسمية. في أواخر القرن السادس عشر، في بيرو، أُجبر العديد من رجال الشعوب الأصلية على العمل القسري كعمال مناجم تحت الأرض في مناجم الفضة في بوتوسي، في استمرارية لعادة ميتا ذات الأصل في حضارة الإنكا ما قبل الاستعمار الإسباني.

## الأفارقة في بداية الحقبة الاستعمارية
عندما استعبدت إسبانيا الأمريكيين الأصليين في جزيرة هيسبانيولا، واستبدلتهم بعد ذلك بالعبيد الأفارقة، كانت قد رسخت مبادئ عمل السُخرة كأساس للإنتاج الشامل للسكر في الحقبة الاستعمارية. كان الأوربيون يؤمنون أن الأفارقة قد طوّروا مناعةً ضد الأمراض القادمة من أوروبا، وأنهم لم يكونوا بنفس درجة تعرّض الأوروبيين للمرض، نظرًا لأن السكان الأصليين لم يكونوا قد تعرّضوا لمسببات المرض بعد. في العام 1501، بدأ المستعمرون الإسبان باستيراد المستعبدين الأفارقة من شبه جزيرة إيبيريا إلى مستعمرة سان دومينغو على جزيرة هيسبانيولا. من المحتمل أن هؤلاء الأفارقة الأوائل قد تحدثوا اللغة الإسبانية، بل ويُحتمل أنهم دانوا بالمسيحية كديانة، كونهم قد استُعبدوا في أوروبا قبل عبور الأطلسي. بدأ 17 منهم العمل في مناجم النحاس، وأرسل ما يُقارب المئة منهم للتنقيب عن الذهب. مع إفناء أمراض العالم القديم نسبةً كبيرة من سكان الكاريبي الأصليين في العقود الأولى من القرن السادس عشر، راح المستعبدون الأفارقة يحلّون محلّهم بشكل تدريجي، ولكنهم خالطوا السكان الأصليين واشتركوا في ثوراتهم من أجل الحرية، وهو الأمر الذي نجم عنه تأسيس مجتمعات مختلطة الأعراق، مثل عرق المارون، في جميع الجزر التي أسسها المستعمرون الأوروبيون لعبودية المتاع.